# Franklin Chacón (1998)
Pour les articles homonymes, voir Chacón.
Chacón  Ortega est un nom espagnol. Le premier nom de famille, en général paternel, est Chacón ; le second, en général maternel, souvent omis, est Ortega.
Franklin Chacón Ortega, né le 16 juillet 1998, est un coureur cycliste vénézuélien. 

## Biographie
Franklin Chacón grandit au sein d'une famille active dans le monde du vélo. Son grand-père, ancien entraîneur, a été dirigeant d'une association cycliste dans l'État de Táchira. Il est aussi le fils de son homonyme Franklin Chacón, né en 1979, et qui fut l'un des meilleurs cyclistes vénézuéliens des années 2000. Tout comme ce dernier, il participe à des compétitions sur route et sur piste,. 
Dans les catégories de jeunes, il devient champion du Venezuela à de multiples reprises. Il se fait également remarquer sur le territoire espagnol en remportant la Bizkaiko Itzulia ainsi qu'une étape de la Vuelta al Besaya, pour ses débuts en Europe. Après ses performances, il évolue dans la réserve de Caja Rural-Seguros RGA en 2017. Il poursuit ensuite sa carrière en alternant les compétitions au Venezuela et en Espagne. Durant cette période, il termine septième et meilleur jeune du Tour du Táchira en 2018. 
Lors de la saison 2020, il participe à ses premières courses professionnelles avec la formation Gios-Kiwi Atlántico, qui accueille plusieurs vénézuéliens. En 2021, il se classe deuxième de la Vuelta a la Independencia Nacional, derrière son compatriote Yurgen Ramírez. Franklin Chacón finit par ailleurs septième d'une épreuve de la Coupe d'Espagne amateurs, avec la Manuela Fundación. Il prolonge son contrat avec cette dernière équipe en 2022, lorsque celle-ci accède au niveau continental.  
À la suite de la disparition de la Manuela Fundación, Chacón revient concourir sur le circuit vénézuélien en 2023. Au niveau national, il termine troisième du Tour du Venezuela et du Clásico Virgen de la Consolación. Sur piste, il s'adjuge la médaille d'argent dans la poursuite par équipes lors des Jeux d'Amérique centrale et des Caraïbes, en compagnie de César Sanabria, Ángel Pulgar et Edwin Torres. 
En 2024, il effectue une saison complète sous les couleurs du CCL-Matdiver, un club portugais basé à Loulé. En mars 2025, il est sacré champion du Venezuela de poursuite par équipes chez les élites, aux côtés d'Edwin Torres, Enrique Díaz et Antoni Quintero. 

## Palmarès sur route

### Par année
- 2013
  -  Champion du Venezuela du contre-la-montre cadets
- 2014
  -  Champion du Venezuela du contre-la-montre cadets
- 2015
  - 2e du championnat du Venezuela du contre-la-montre juniors
- 2016
  - 2e étape de la Vuelta al Besaya
  - Bizkaiko Itzulia :
    - Classement général
    - 2e étape

  - 2e du Mémorial Chely Álvarez
  - 3e du Tour de Valladolid junior
- 2021
  - 2e de la Vuelta a la Independencia Nacional
- 2023
  - 2e du Clásico Guasdialito Apure
  - 3e du Tour du Venezuela
  - 3e du Clásico Virgen de la Consolación

### Classements mondiaux
| Année                                 | 2018  |
| ------------------------------------- | ----- |
| Classement mondial                    | 2546e |
| UCI America Tour                      | 328e  |
|                                       |       |
| Légende : nc = non classéSource : UCI |       |

## Palmarès sur piste

### Jeux d'Amérique centrale et des Caraïbes
- San Salvador 2023
  -  Médaillé de bronze de la poursuite par équipes

### Championnats nationaux
- 2015
  -  Champion du Venezuela de poursuite par équipes (avec Edwin Torres, Leangel Linarez et Leonel Quintero)
  - 2e du championnat du Venezuela de poursuite juniors
- 2022
  - 2e du championnat du Venezuela de l'élimination
  - 3e du championnat du Venezuela de vitesse par équipes
- 2025
  -  Champion du Venezuela de poursuite par équipes (avec Edwin Torres, Enrique Díaz et Antoni Quintero)